# Conde de Verride
O título de Conde de Verride foi criado por decreto do rei D. Carlos I de Portugal, datado de 14 de Novembro de 1901, a favor de João Lobo de Santiago Gouveia, único titular.

## Titulares
1. João Lobo de Santiago Gouveia